# بيل واترسون
اسمه الحقيقي ويليام بويد واترسون الثاني (بالإنجليزية: William Boyd Watterson II)‏ هو كاتب قصص مصورة وكارتون سابق أمريكي ولد في يوم 5 يوليو 1958 في واشنطن العاصمة. نشأ في شاغرن فولز في أوهايو. اشتهر بتأليفه لسلسلة كالفن وهوبس ونال عدة جوائز مثل جائزة روبن من جمعية رسامي الكارتون الوطنية.